# Système de récupération de chaleur à l'échappement

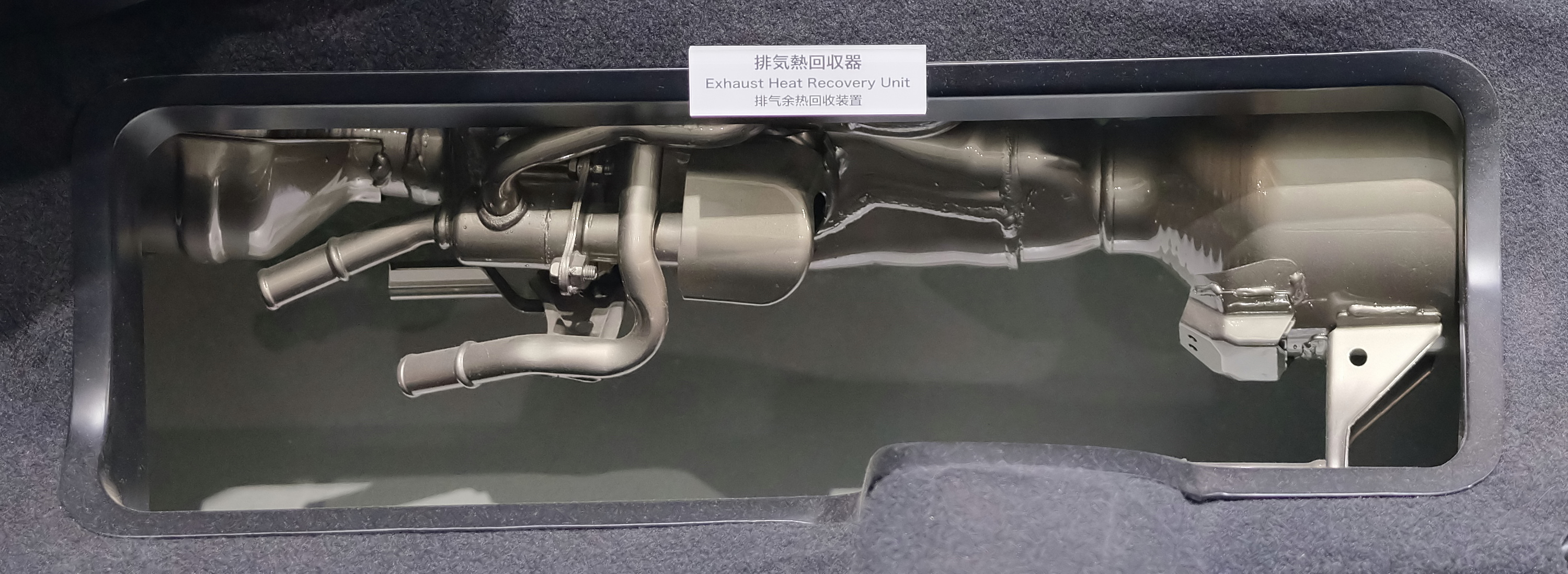
Système de récupération de chaleur à l'échappement d'une Toyota Prius hybride rechargeable.

Un système de récupération de chaleur à l’échappement est un dispositif qui récupère une partie des pertes thermiques du pot d’échappement pour les transformer en énergie. Cette technologie semble susciter un intérêt grandissant chez les constructeurs automobiles et de poids lourds, qui sont de plus en plus contraints légalement et économiquement de réduire la consommation des véhicules et leurs rejets en CO2.
Ce dispositif peut être utilisé sur un véhicule hybride ou conventionnel ; il permet de produire de l’énergie électrique à destination des batteries d'un véhicule, ou de l’énergie mécanique qui est réinjectée sur le vilebrequin.

## Principe

### Déperditions thermiques d’un moteur à combustion interne
Les améliorations des moteurs depuis la création du moteur à combustion interne ont réduit leur consommation à puissance égale, mais leur rendement est maintenant proche est de l'optimum qu'on peut espérer, environ 35 %. Le reste de l’énergie issue du carburant est perdue sous forme de chaleur : 35 % au niveau des gaz d’échappement et 30 % par le système de refroidissement. La voie la plus facile pour récupérer une partie de cette énergie est d'exploiter la chaleur des gaz d'échappement, avec plus d'ambition que la très modeste récupération réalisée par les turbocompresseurs, à l'instar du cycle combiné des grandes centrales électriques qui leur permet d'atteindre des rendements de 60 %.

### Déperditions dans un pot d’échappement
À l’intérieur d’un pot d’échappement d’un moteur à combustion interne, les pertes d’énergie sont de différentes natures : thermiques, cinétiques, chimiques et de chaleur latente. Les quantités d’énergie les plus importantes se situent dans les pertes thermiques et cinétiques, les deux autres étant négligeables. Les pertes d’énergies cinétiques peuvent être récupérées par l’intermédiaire de turbocompresseur ou encore de turbo-compound.

## Technologies de récupération d’énergie thermique à l’échappement

### Rankine
Le cycle de Rankine idéal est un cycle thermodynamique parcouru par un fluide et constitué de quatre processus réversibles.
Dans les transports, le principe des systèmes de cycle Rankine est de vaporiser un fluide sous pression, par le biais d’un évaporateur placé dans le pot d’échappement. Sous l’effet de la chaleur des gaz d’échappement, le liquide est transformé en vapeur. La pression engendrée entraîne le système de détente du moteur Rankine, qu’il soit une turbine ou un détendeur volumétrique. Ce détendeur peut être directement relié au vilebrequin du moteur thermique, ou relié à un alternateur pour produire de l’électricité.
Le fluide utilisé dans les moteurs Rankine peut aussi bien être un fluide dit « humide » (comme l’eau par exemple) qu’un fluide dit « sec », comme le sont en général les fluides organiques. Le choix du type de fluide dépend notamment de la température de fonctionnement du système. Des chercheurs de l'université de Loughborough et de l'université du Sussex (Royaume-Uni) ont démontré que l’utilisation des rejets thermiques dans un véhicule léger au travers d’un cycle Rankine pouvait délivrer des gains de 6,3 à 31,7 % de consommation, suivant le cycle de conduite.

### TEG
La thermoélectricité est également étudiée en parallèle du Cycle Rankine, afin de réduire la consommation des véhicules,.

## Récupération de chaleur sur moteurs thermiques avec un système Rankine

### Automobiles
Face aux nouvelles réglementations américaines, européennes, japonaises ou chinoises de plus en plus contraignantes en termes de rejets de CO2, la récupération d’énergie à l’échappement apparaît comme un moyen efficace de récupérer une énergie gratuite, puisque produite dans tous les cas par le moteur : la chaleur. De nombreuses entreprises développent des systèmes basés sur le principe Rankine :

#### BMW
La société allemande BMW a été l'un des premiers grands groupes à se pencher sur la récupération de chaleur à partir d'un système Rankine, appelé Turbosteamer.

#### Honda
Honda conduit également des recherches sur l’utilisation d’un module basé sur cycle Rankine pour améliorer l’efficience générale des véhicules hybrides, en récupérant la chaleur du moteur et en la convertissant en électricité pour le pack batterie. Sur un cycle autoroute, le système Rankine a régénéré trois fois plus d’énergie qu’un système de récupération d’énergie cinétique.

#### Exoès
La société française Exoès est spécialisée dans la conception et la fabrication de module de récupération de chaleur à l’échappement : système EVE, Energy Via Exhaust,.

#### Barber Nichols
Barber-Nichols Inc. travaille sur les technologies à cycle Rankine depuis 1966, notamment dans l'automobile.

#### FVV
Ce consortium allemand réunit la majorité des constructeurs de moteurs à combustion interne automobiles à travers le monde. Deux groupes de travail mènent « actuellement » des études sur les systèmes Rankine appliqués à l’automobile.

### Camions
Renault Trucks : dans le cadre du All For Fuel Eco initiative, Renault Trucks étudie un système Rankine adapté sur les véhicules longues distances et qui aboutirait à des économies de carburant pouvant atteindre 10 %. L’objectif est de produire assez d’énergie pour alimenter les composants et auxiliaires électroniques et réduire ainsi la consommation en réduisant la charge sur l’alternateur.

### Trains
IFPEN, Enogia et Alstom étudient un système Rankine pour améliorer les performances des trains.

### Récupération de chaleur en sports mécaniques
Les notions de réduction de la consommation et des émissions de CO2, de fiabilité, d’efficience énergétique ou de coût font partie du cahier des charges des motoristes en Formule 1. Le sport automobile permet de tester des technologies qui, une fois leurs preuves faites, sont adaptées sur les voitures vendues aux particuliers. À l’image des systèmes de récupération d’énergie cinétique, la Formule 1 a vu émerger certains des premiers systèmes de récupération de chaleur à l’échappement. Ces systèmes font aujourd’hui partie intégrante de la technologie embarquée par les F1. La récupération de chaleur est d’ailleurs devenue obligatoire pour la première fois lors de la saison 2014 en F1. Des constructeurs comme Renault (ERS-H) expérimentent cette technique qui permet notamment d’entraîner le turbo afin de réduire son temps de réponse – et d’améliorer le couple à bas régime – à la suite d'un freinage.

### Moteurs divers
La start-up française Enogia a miniaturisé le mécanisme de la turbine à cycle organique de Rankine pour récupérer l'énergie fatale dissipée par des groupes électrogènes, des installations de cogénération, de biomasse (méthanisation, biogaz) ou des moteurs industriels, ferroviaires et maritimes. Le groupe Faurecia est entré au capital d'Enogia en juin 2018 pour l'aider à miniaturiser encore davantage sa turbine et l'intégrer sous le capot des camions afin de produire de l'électricité à partir de l'eau chaude du moteur.